# Moraea ochroleuca
Moraea ochroleuca là một loài thực vật có hoa trong họ Diên vĩ. Loài này được (Salisb.) Drapiez miêu tả khoa học đầu tiên năm 1836.